# Maas
De Maas (Frans: Meuse) is een 950 kilometer lange rivier in West-Europa. De Maas ontspringt in Frankrijk en stroomt daarna door België en Nederland. In Nederland is de Maas de zuidelijkste van de grote rivieren en mondt ze via de Nederlandse rivierdelta uit in de Noordzee.
De Oermaas, soms ook geschreven als Oer-Maas, of Waubach-Maas was een rivier die vanaf het Mioceen, 10 tot 7 miljoen jaren geleden, vanuit het gebied van de Ardennen in noordelijke richting afwaterde. Deze rivier kenmerkte zich door drie hoofdfases: de Oermaas, de Oostmaas en de Westmaas. De Oermaas was een zijrivier  van de Oerrijn.

## Etymologie
De naam Maas is afgeleid van het Middelnederlandse Mase. Er kan worden aangenomen dat deze naam voortkomt uit het Oudnederlandse *Masa, dat niet in teksten is aangetroffen, en dat deze naam uit de Oergermaanse vorm *Masō is ontstaan. Deze naam is zeer waarschijnlijk vroeg uit het Keltisch ontleend, waar de rivier oorspronkelijk waarschijnlijk *Mosā heette.
In tegenstelling tot wat vaak gedacht wordt, is de Nederlandse naam niet van het Latijnse Mosa afkomstig. De naam heeft namelijk een overgang van oudere o in a, die kenmerkend is voor het Germaans. Het is dus aannemelijk dat de Germanen al hun eigen naam hadden voor de rivier, die echter alleen in het huidige Nederlands en het verwante Duits nog is bewaard. Zowel de Germaanse als de Latijnse naam zouden dan afzonderlijk aan het Keltisch zijn ontleend.
De Maas wordt gezien als de oudste permanente rivier met een leeftijd tussen 320 en 340 miljoen jaar oud. Enkel de "Finke River" in Australië is ouder maar deze rivier staat sommige delen van het jaar volledig droog.

### In Frankrijk

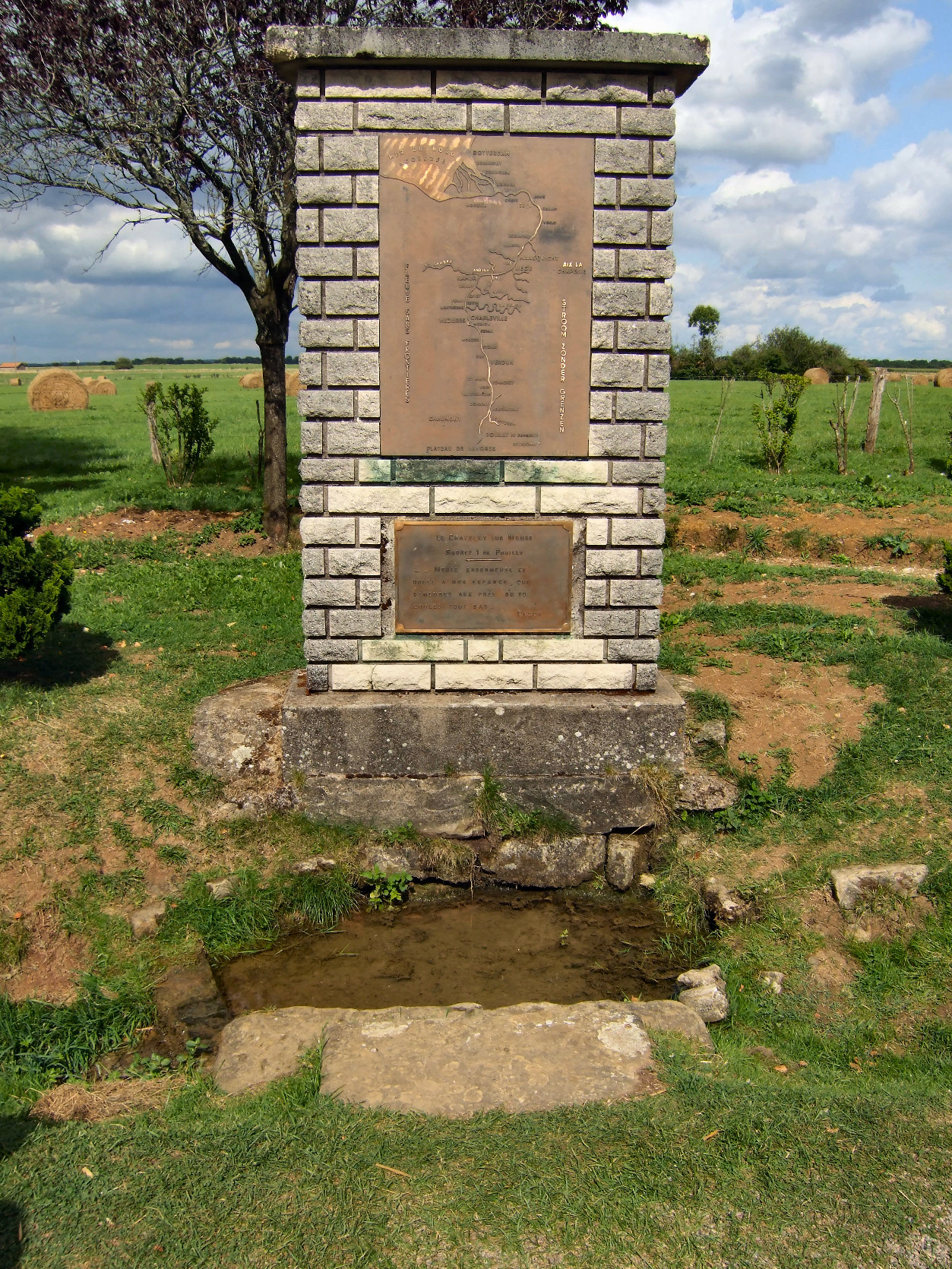
Maasbron 1 te Pouilly

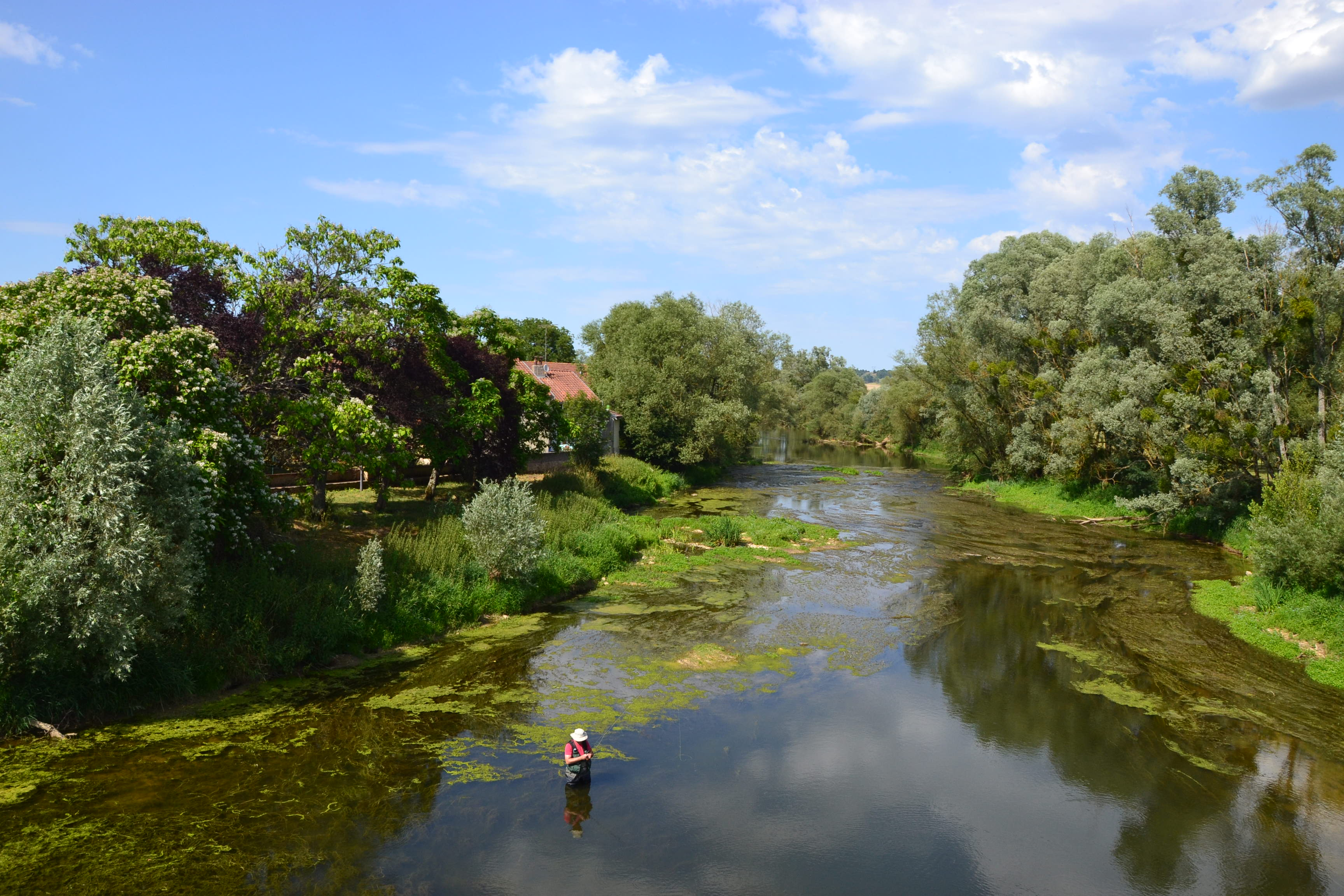
Bij Domrémy-la-Pucelle

## Loop van de Maas

### Bovenloop
De Maas ontspringt in Frankrijk te Pouilly-en-Bassigny op het Plateau van Langres, een belangrijke waterscheiding; aan de westkant liggen de bronnen van de Seine en de Marne. Deze rivieren monden uit in het Kanaal bij Le Havre. Aan de zuidkant ligt de waterscheiding tussen de Noordzee en de Middellandse Zee: de bronnen van de Saône liggen op enkele kilometers van de bronnen van de Maas vandaan. De Saône stroomt via de Rhône naar het zuiden. Aan de oostkant ligt de waterscheiding met de Rijn: daar grenst de Maas aan het Moezelgebied. Bij Provenchères-sur-Meuse kort na de bron, vloeit de Maas in een pal noordelijke richting. Bij Bazoilles-sur-Meuse ligt de zogenaamde "perte de la Meuse", een aantal verdwijngaten in de bedding waardoor deze tijdens droge zomers volledig droog komt te staan, het water stroomt ondergronds verder in de karstbodem en komt bij Noncourt terug aan de oppervlakte (resurgentie). Voorbij Neufchâteau dringt de rivier door het cuestafront van de Côtes de Meuse en stroomt dan door een nauwe vallei via Domrémy-la-Pucelle, het geboortedorp van Jeanne D'Arc tot bij Pagny-sur-Meuse.

##### Onthoofding door de Moezel
In het Saalien werd de Maas bij Toul (even ten oosten van Pagny-sur-Meuse) onthoofd door de Moezel. Het deel van de Moezel stroomopwaarts van Toul was eerder de hoofdstroom van de Maas. Een klein zijriviertje van de Meurthe, dat via het huidige dorp Liverdun naar het oosten stroomde, kon de bovenloop van de Maas "kapen". Voordien stroomde de Moezel bij Toul via Foug naar de Maas. Deze onthoofding kon gebeuren omdat de Meurthe en het kleine zijriviertje van Liverdun zich gemakkelijker kon insnijden dan de Maas. De Maas/Moezel moest bij Foug immers een harde laag van paleosedimenten eroderen om naar het westen te kunnen blijven stromen, de huidige Seuil de Foug. Uiteindelijk verlaagde het riviertje vanuit Liverdun zich onder dat van de Maas/Moezel bij Toul en kwam het debiet van de bovenloop van de Moezel via Liverdun in de Meurthe terecht.
Door deze stroomonthoofding verloor de Maas een groot deel van haar stroomgebied in de Vogezen en werd het debiet van de Maas sterk verlaagd. Aan de westzijde van de huidige waterscheiding bevindt zich bij Pagny-sur-Meuse de (bijna) droge vallei van de Asne of Âne, het laatste restant van de oude bovenloop van de Maas.

#### Franse benedenloop
Verder stroomafwaarts passeert de Maas Verdun om vervolgens bij Dun-sur-Meuse de Woëvre-vlakte te bereiken. Bij Stenay dringt de Maas opnieuw door een cuestafront en wordt Sedan bereikt. Vanaf Sedan is de rivier zelf door kanalisatie bevaarbaar gemaakt. Stroomopwaarts van Sedan tot net voor Toul werd parallel aan de rivier het Canal de l'Est aangelegd dat bevaarbaar is voor spitsen van klasse I en de pleziervaart. Even voorbij Sedan verbindt het Canal des Ardennes de rivier met de Aisne waardoor Parijs en het noorden van Frankrijk bereikbaar worden. De Maas stroomt vanaf Charleville-Mézières door de Franse Ardennen heen in een nauw dal met vele meanders in het Regionaal natuurpark van de Ardennen. In Frankrijk is het verval van de Maas geregulariseerd met lage stuwdammen. Deze stuwen liggen over de hele breedte van de Maas en worden voor de scheepvaart omzeild door korte aftakkingen, voorzien van sluizen. Te Revin en Ham zijn er kanaaltunnels om onbevaarbare meanders af te snijden. Te Chooz is er bij de meander van de rivier een kerncentrale actief, even verder te Givet bij de Frans-Belgische grens is er een haven voor de binnenscheepvaart.

### In België
De Maas bereikt België in Agimont. Vanaf hier liggen de sluizen direct naast de stuw in de bedding van de rivier, en is deze bevaarbaar voor schepen tot de klasse Va. Tot Namen, waar de Samber in de Maas vloeit, wordt de vallei gekenmerkt door een aantal steile rotswanden direct langs de oever, die populair zijn bij rotsklimmers. In Namen buigt de Maas af naar het noordoosten en bereikt via Andenne en Hoei de grootste stedelijke concentratie aan haar loop: Luik.

### Grensmaas
Voorbij Wezet bereikt de Maas bij Eijsden Nederland en vormt ze de grens tussen provincie Luik en Nederlands Limburg tot Maastricht. Ze loopt hier door het Maasdal met aan de westzijde het Plateau van Caestert en aan de oostzijde de terrassen en het Plateau van Margraten. Na Maastricht vormt de Maas de grens tussen Belgisch Limburg en Nederlands Limburg. Dit gedeelte van de Maas staat bekend als de Grensmaas en ligt tussen Maastricht-Smeermaas en Kessenich. De Maas meandert er veel en is omwille van de scheepvaart vervangen door laterale kanalen: de Zuid-Willemsvaart, het Julianakanaal en het Lateraalkanaal. In Zuid-Limburg ligt ten oosten van de Grensmaas het Centraal Plateau en het Plateau van Graetheide.

### In Nederland
Maastricht is de grootste Limburgse stad aan de Maas. De huidige stad ligt op beide oevers, maar de oude stadskern bevond zich op de linkeroever, terwijl op de rechteroever de afzonderlijke voorstad Wyck was gelegen. Na Maastricht is Venlo de grootste stad aan de Maas, gelegen op de oostelijke oever, in grootte gevolgd door Roermond.
Tussen Maaseik en Roermond is het geen Grensmaas meer en spreekt men van de Grindmaas. De Maas heeft bij het meanderen en bij overstromingen veel grind afgezet, die een grootschalige ontginning op gang heeft gebracht. De duidelijke gevolgen daarvan zijn de uitgestrekte Maasplassen, die Midden-Limburg hebben veranderd in een uitgestrekt watersportgebied.
Voorbij Maaseik is de Maas weer bevaarbaar. Bij Maasbracht mondt het Julianakanaal (zie boven) weer uit in de Maas; het stroomt daar verder door de Maas en het Lateraalkanaal dat de grote meander tussen Heel en Buggenum afsnijdt. Toch is vanaf hier ook de Maas zelf gekanaliseerd.
Het Maastraject volgt vervolgens min of meer de grens met Duitsland, die de rivier tot op enkele kilometers nadert. Hier ligt Venlo. De meest oostelijke Maasbocht ligt bij het plaatsje Arcen. Vanaf Geijsteren gaat de Maas de grens met Noord-Brabant vormen. Bij Boxmeer worden nog twee bochten van de Maas rechtgetrokken; daarna maakt ze een zeer ruime bocht naar links richting het westen. Vanaf Mook ligt niet Limburg, maar Gelderland op de rechteroever. 
Via het Maas-Waalkanaal kan de Waal bij Nijmegen bereikt worden. Eerder stonden deze rivieren in verbinding met elkaar bij het gehucht Sint Andries (Heerewaarden), maar beide rivieren zijn van elkaar gescheiden door de Heerewaardense Afsluitdijk. Als verbinding is het Kanaal van Sint Andries gegraven. Dit kanaal is voorzien van een schutsluis. Op 's-Hertogenbosch na liggen er geen grotere steden, wel een aantal oude vestingstadjes: Grave, Ravenstein, Megen en Heusden. De Maasstroom gaat dan in westelijke richting via de Bergsche Maas en de Amer naar het Hollandsch Diep, een voormalige zeearm. Tussen de Maas en de Afgedamde Maas (zie Beddingverleggingen) ligt het Heusdens Kanaal.

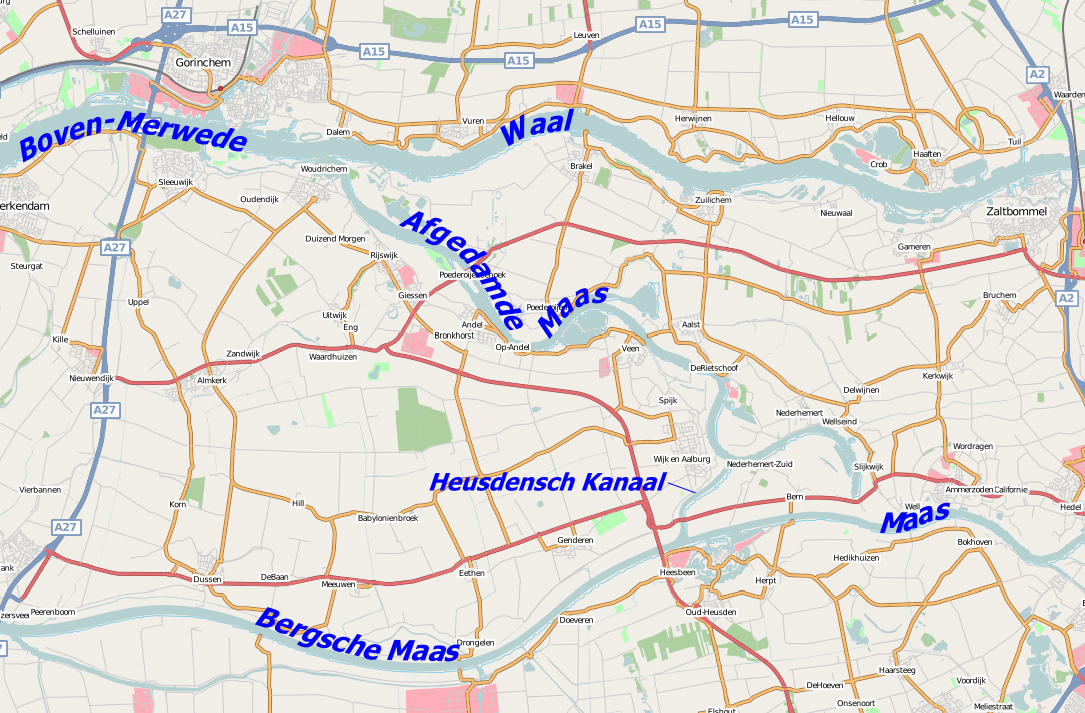
Kaart van de Bergsche en Afgedamde Maas en omliggende rivieren

## Stroomgebied

### Plaatsen en gemeenten aan de Maas
- Frankrijk: Neufchâteau, Commercy, Saint-Mihiel, Verdun, Stenay, Sedan, Charleville-Mézières, Revin, Givet
- België: Dinant, Namen, Hoei, Luik, Wezet, Lanaken, Maasmechelen, Dilsen-Stokkem, Maaseik, Kinrooi
- Nederland: Eijsden, Maastricht, Geulle aan de Maas, Stein, Sittard-Geleen, Echt-Susteren, Maasgouw, Roermond, Beesel, Leudal, Peel en Maas, Venlo, Bergen, Horst aan de Maas, Venray, Bergen, Gennep, Boxmeer, Mook, Cuijk, Overasselt, Nederasselt, Grave, Wijchen, Oss, Kerkdriel, Hedel, Maasbommel, Lith, Heerewaarden, 's-Hertogenbosch, Ammerzoden, Well (Gelderland), Heusden.

### Zijrivieren
- Frankrijk: Mouzon, Saônelle, Vair, Saulx, Wiseppe, Chiers, Vrigne, Bar, Sormonne, Goutelle, Semois, Manises, Viroin, Houille
- België: Semois, Viroin, Houille, Hermeton, Lesse, Molignée, Bocq, Samber, Samson, Mehaigne, Hoyoux, Ourthe, Rida, Berwijn, Jeker, Voer, Geul, Bosbeek
- Nederland: Jeker, Voer, Geul, Oude Broekgraaf, Hemelbeek, Oude Maas, Roer, Neerbeek, Swalm, Niers, Dieze, Raam, Itterbeek, Groote Molenbeek
- Duitsland: Roer, Swalm, Niers

## Kanalisatie
De Maas is vanouds een belangrijke scheepsroute, hoewel de bevaarbaarheid van de Maas soms problematisch was. De situatie verslechterde toen de Belgen vanaf 1843 het kanaal Bocholt-Herentals aanlegden. Via de Zuid-Willemsvaart werd het kalkrijke Maaswater afgetapt om daarmee de onvruchtbare gronden in de Kempen te bevloeien. Dit waren de zogenaamde vloeiweiden. Om deze moeilijkheden het hoofd te bieden werd in 1863 het Maastraktaat gesloten, waarin de wateronttrekking werd geregeld.
Dit verdrag loste de problemen echter niet op. Dit was de reden waarom in 1915 in Nederland een wet werd aangenomen om de Maasverbeteringswerkzaamheden uit te voeren. Het voorzag in de bouw van stuwen, de aanleg van kanalen, en de afsnijding van Maasbochten. De werkzaamheden duurden tot 1942. In 1994 werd het Maasverdrag gesloten, om gezamenlijk tot een beter waterbeheer te komen. Niet alleen de bevaarbaarheid, maar ook de kwaliteit van het water, speelden hierin een belangrijke rol.
In Nederland wordt de Maas op zeven plaatsen gestuwd, bij Borgharen (Stuw- en sluiscomplex Borgharen + Sluis Bosscherveld + Sluis Limmel), Linne (Stuw- en sluiscomplex Linne), Roermond (Stuw- en sluiscomplex Roermond), Belfeld (Stuw en sluizencomplex Belfeld), Sambeek (Stuw- en sluizencomplex Sambeek), Grave (Stuw- en sluizencomplex Grave) en Lith (Prinses Máxima Sluizen).

## Overstromingen
De Maas is een regenrivier waarvan het peil sterk afhankelijk is van regen. Daardoor staat de Maas 's winters hoog, terwijl ze 's zomers vaak bijna droog staat. De meeste regen komt uit de Franse en Belgische Ardennen, maar de oppervlakte is er te rotsig om veel water te kunnen bergen. In de winter is er bovendien weinig vegetatie en zijn er periodes van dooi. Ook verdampt er nauwelijks vocht. Ten slotte is het reliëf van het Maasbekken erg groot, waardoor het water met grote snelheid wordt afgevoerd.
Er is dan ook vaak hoogwater op de Maas. Het hoogste waterpeil van de afgelopen eeuwen bereikte de rivier tijdens de overstroming van januari 1643, waarbij grote verwoestingen werden aangericht en honderden doden te betreuren waren. Door de verbreding en verdieping van de Maas (vanaf 1840) werd het water steeds sneller afgevoerd en de indijking van de rivier zorgde ervoor dat dit water nergens opgeslagen kon worden. Om die redenen waren er heel wat overstromingen in de 20e eeuw. De grootste overstromingen vonden plaats in januari 1926, december 1993 en januari 1995. Met een waterstand van 46,92 meter boven NAP ter hoogte van de Sint Servaasbrug te Maastricht leek de overstroming uit 1926 de hoogste waterstand van de 20e eeuw te worden, maar dat record werd verbroken in 1995.
De overstromingen in 1993 en 1995 waren voorafgegaan door een lange periode (ruim een maand) gestage en soms hevige regen, die de "druppel die de emmer deed overlopen" waren. De natte periode, die eind januari 1995 tot overstromingen leidde, begon een maand eerder en in totaal viel 350 mm, ruim twee keer zoveel als normaal. Op enkele dagen kreeg het stroomgebied van de Maas gemiddeld meer dan 30 mm in één etmaal en plaatselijk 70 mm. In 1995 regende het vooral vanaf 21 januari hard: in Wallonië viel 300 mm in tien dagen, drie keer de normale hoeveelheid. In het begin zorgde de bevroren bodem in Hoog-België voor een nog snellere afvoer van de regen, vervolgens smolt de sneeuw die er al sinds begin januari lag.
Om dit in de toekomst te voorkomen, gingen de Vlaamse Overheid en de Nederlandse regering een samenwerkingsproject aan. Ingevolge het Maasverdrag werd het Grensmaasproject ontwikkeld, dat de rivier meer ruimte moest geven zodat er meer water gebufferd kon worden. Gehoopt werd dat dit ook zou leiden tot het ecologisch herstel van de rivier en haar uiterwaarden. Het plan is anno 2021 grotendeels voltooid.
Tijdens de overstromingen in juli 2021 kon de Maas, ondanks de vele maatregelen, de afvoer maar ternauwernood aan. De laaggelegen delen van het centrum van Luik, enkele wijken van Maastricht, Roermond en Venlo, en diverse dorpen langs de Maas werden uit voorzorg geëvacueerd. Toch viel de schade hier uiteindelijk mee en er deden zich geen persoonlijke ongelukken voor. In de dalen van enkele zijrivieren van de Maas in Wallonië was de situatie wel desastreus: enkele tientallen mensen verdronken, huizen en bruggen stortten in en honderden mensen raakten dakloos. Met name in de plaatsen Verviers, Pepinster en Chaudfontaine in het dal van de Vesder waren de gevolgen van de water- en modderstromen rampzalig. In Nederland werd Valkenburg, in het dal van de Geul, het zwaarst getroffen.

## Beddingverleggingen
Door het meanderen en bij overstromingen heeft de Maas ook vaak haar bedding verlegd. Het Maasland is dan ook bezaaid met oude rivierarmen, waarvan heel wat nog opvallen en andere slechts nog als lichte glooiingen zichtbaar zijn. Duidelijke Maastakken zijn onder andere terug te vinden bij Leut, Stokkem, Rotem en Heppeneert. Beddingverleggingen hebben een grote invloed gehad op de grenzen van de vele heerlijkheden en gemeentes. Zo behoort het gehucht Boyen nu tot Stokkem en Uikhoven, dat vroeger deel uitmaakte van de Nederlandse gemeente Geulle, nu tot Maasmechelen. Kotem en Boorsem gingen van Elsloo naar Maasmechelen.

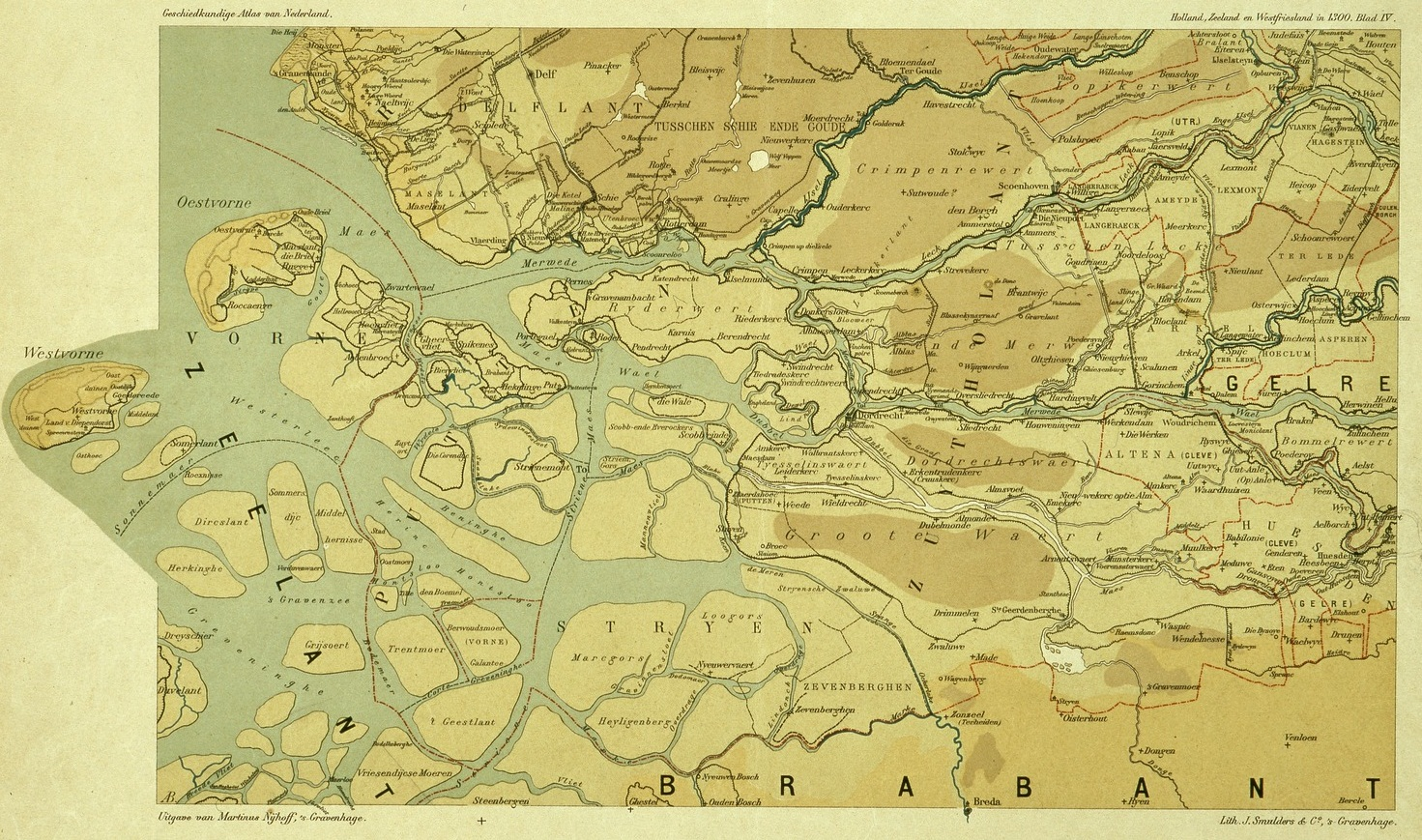
Kaart van het beneden-rivierengebied in 1300, dus na de grote omdijkingen van de 13de eeuw, maar vóór de Sint-Elisabethsvloed. De Romeins-Middeleeuwse Maas loopt, afgedamd maar intact, via Heusden (rechtsonder) naar Maasdam (bij Dordrecht). De stroming van de Maas volgt een route vanaf Heusden naar het noordwesten, om bij Woudrichem in de Merwede te lozen

 In het nog vlakkere en voor overstromingen, vloed en stormvloed onderhevige Rivierengebied heeft de Maas nog grotere veranderingen ondergaan. De monding bestond in de Romeinse tijd nog uit de Helinium, een grote zeearm bij Hellevoetsluis. Die verplaatste zich langzaam naar het noorden, om uiteindelijk bij Brielle en Rozenburg in zee te stromen. Het ooit brede estuarium veranderde in een netwerk van rivieren, kreken en killen, afgewisseld door eilanden en zandplaten: de Maasmonding.
In de Middeleeuwen stroomde de Maas door twee evenwijdig lopende stromen (die in de huidige Hoeksche Waard samenkwamen) richting de Maasmonding. De noordelijke tak is de huidige Oude Maas, die ook toen al in verbinding stond met de Merwede. De zuidelijke tak, de Romeins-Middeleeuwse Maas, is vrijwel verdwenen. Restanten van die loop zijn het Oude Maasje, de Binnenbedijkte Maas, een gedeelte van de westelijke Oude Maas en ten slotte de Brielse Maas. De zuidelijke tak werd in de 13de eeuw afgedamd (het Damblok bij Hedikhuizen en Maasdam) en zo ontstond de Groote of Hollandsche Waard. Het Maaswater stroomde vanaf toen via de huidige Afgedamde Maas richting de Merwede en via de Merwede naar de Maasmonding.
Na de Sint-Elisabethsvloed overstroomde de gehele Grote Waard tussen Dordrecht en Heusden. Sindsdien wordt het grootste deel van het Merwedewater (en dus het Maaswater) tussen Dordrecht en Werkendam in zuidwestelijke richting geleid (door de Biesbosch en de huidige Nieuwe Merwede, richting het Hollands Diep), haaks op de oude stroomrichting en weg van de oorspronkelijke mondingsarmen. Hierbij werd de bedding van de Romeins-Middeleeuwse Maas voor een flink deel uitgewist. Toch heeft een deel van het Maaswater nog lange tijd de Maasmonding kunnen bereiken, via de Beneden-Merwede en de Oude Maas (die een deel van de oorspronkelijke stroomrichting intact hielden).

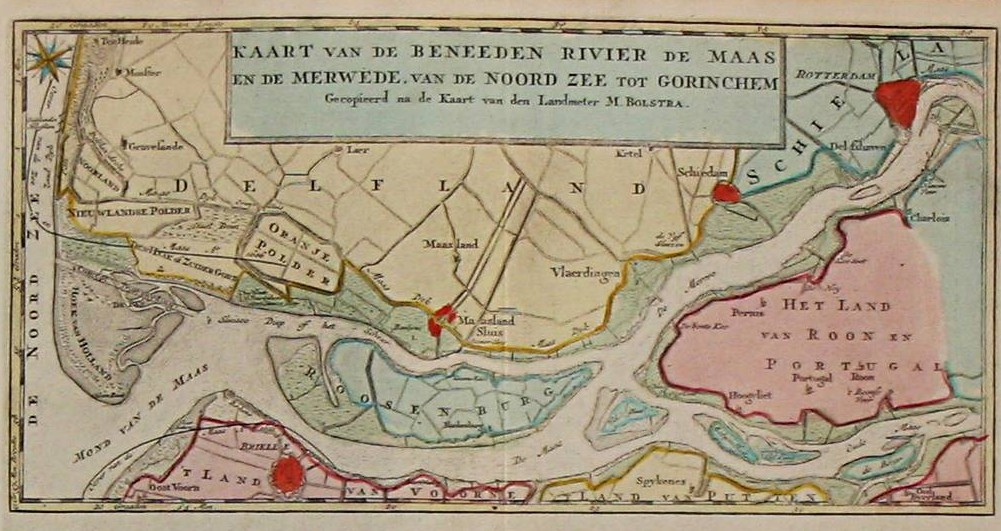
De Maasmond zoals deze was in 1769. Kaart van de Beneeden Rivier de Maas en de Merwede van de Noordzee tot Gorinchem

De Nieuwe Maas is een geval apart. Deze rivier werd, samen met de Noord, beschouwd als de voortzetting van de Merwede. Pas veel later hebben die rivieren hun huidige naam verkregen. De Nieuwe Maas is echter altijd al van groter belang geweest voor de afwatering van de Rijn (via de Waal en de Lek) dan voor de Maas.
In 1904 werd de Maas afgedamd bij Andel en terug verlegd naar het westen, waarbij tussen Heusden en Geertruidenberg de oeroude bedding van de Romeins-Middeleeuwse Maas voor een deel werd gevolgd. Deze Bergse Maas komt uit in de Amer, een oude getijdenstroom en vervolgens in het Hollandsch Diep, waar het water van de Maas zich nu voegt bij de Rijndelta. Door het graven van de Bergse Maas en de afdamming werd de weg van de Maas naar zee verkort, dus werd de afvoer verbeterd en kwam er een eind aan de talrijke overstromingen in de omgeving van 's-Hertogenbosch.
Na het graven van de Bergsche Maas en het afsluiten van de Afgedamde Maas kan het Maaswater de Merwede niet langer bereiken en is de Maas geheel afgesneden van de Maasmonding. Sindsdien wordt de voormalige Maasmonding alleen gevoed door de Rijn, waarvan het een van de belangrijkste mondingen is. De regio rondom de Maasmonding wordt tegenwoordig dan ook als Rijnmond aangeduid, hetgeen feitelijk juister is.

Uitgevoerde werken in verband met nieuwe Maasmond

Na het uitvoeren van de Deltawerken is de situatie opnieuw veranderd. De Bergsche Maas mondt namelijk uit in het Hollandsch Diep, die uiteindelijk overgaat in het Haringvliet. Nadat dit belangrijke estuarium van de Rijn en Maas door de Haringvlietdam werd gescheiden van de zee, moest het water een alternatieve route zien te vinden. Het gevolg was dat het Spui (een zijtak van de Oude Maas richting het Haringvliet) in omgekeerde richting is gaan stromen, waardoor de Maasmonding opnieuw (deels) gevoed wordt door de Maas.

## Drinkwater
Voor meer dan 7 miljoen mensen in Nederland en België is het drinkwater uit de kraan afkomstig uit de Maas. In België gebeurt dat vooral via het Albertkanaal naar Antwerpen. Een te lage waterstand van de Maas kan dus tot drinkwaterschaarste leiden.

## Waterkwaliteit
Anno 2016 laat de kwaliteit van het Maaswater nog steeds te wensen over. Een groot aantal woningen, campings en dergelijke in met name het Belgische stroomgebied is nog steeds niet op efficiënte waterzuiveringen aangesloten en ook de industrie loost nog vaak slecht of nauwelijks gezuiverd afvalwater. Met name in tijden van lage waterstand is niet alleen de kwantiteit, maar ook de kwaliteit van het Maaswater onvoldoende.

## De Maas als grens
In tegenstelling tot in de 21e eeuw was de Maas in het verleden eerder een bindmiddel dan een grens. Zo woonden de Eburonen, de Romeinen, de Franken en andere volken aan beide kanten van de rivier. Ook in de middeleeuwen strekten de vele graafschappen, hertogdommen en heerlijkheden zich uit over beide oevers. Tijdens de Tachtigjarige Oorlog heeft de Maas zo af en toe als grens gediend, maar meestentijds ook niet. Vanaf de Vrede van Münster (1648) behoorde de noordoever van de Maas grotendeels tot de Spaanse (Zuidelijke) Nederlanden. Onder Napoleon Bonaparte liep de Maas dwars door het departement Nedermaas.

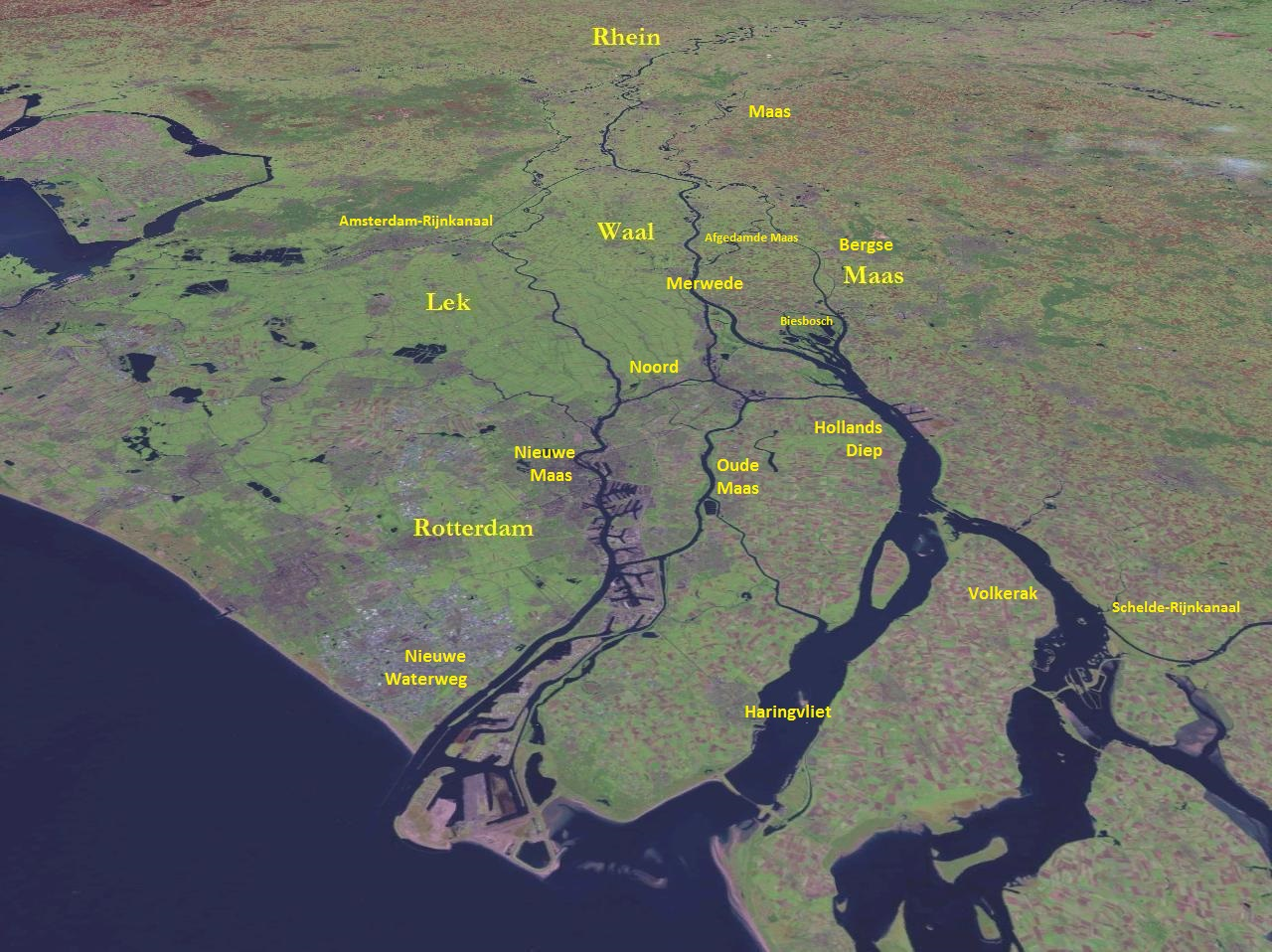
De huidige situatie van de Maas- en Rijnmonding

Na de nederlaag van Napoleon wilden het nieuwe Verenigd Koninkrijk der Nederlanden en Pruisen respectievelijk de Rijn en de Maas als grens. De andere mogendheden waren het erover eens dat het Verenigd Koninkrijk de volledige controle moest krijgen over de Maas, ook al bleef het bij een smalle strook tussen Milsbeek en Sittard. Bij het Congres van Wenen (1815) werd de grens tussen beide rivieren vastgelegd. Naast de benoeming van het departement Nedermaas tot de provincie Limburg veranderde er niets; de Maas was dus nog steeds geen grens.
Dat gebeurde wel in 1830, toen de Belgen in opstand kwamen tegen Nederland. De nieuw gevormde Belgische troepen kregen veel steun en sympathie in Limburg (waarvan een groot deel eeuwenlang tot de Zuidelijke Nederlanden had behoord) en dit maakte het mogelijk dat regeringstroepen overliepen of uit bijna heel Limburg werden verdreven. Enkel in Maastricht en Sint-Pieter bleef het noordelijk gezag gehandhaafd; om die reden kon koning Willem een deel van Limburg opeisen. In 1839 werd het oostelijk deel van de provincie Limburg dan ook overgedragen aan Nederland. Vanaf dat moment vormt de Maas een grens tussen Nederland en België.
In 2016 vond bij Eijsden een grensverlegging plaats.